# دبرا مارشال
دبرا مارشال (انگلیسی: Debra Marshall؛ زادهٔ ۲ مارس ۱۹۶۰) یک هنرپیشه و کشتی‌گیر حرفه‌ای اهل ایالات متحده آمریکا است.
از فیلم های معروف او می توان به بازی کشتار با اره‌برقی در تگزاس: نسل بعدی اشاره کرد.